# Kava
|  | Aquest article tracta sobre la beguda derivada d'una planta conreada en diverses illes del Pacífic. Si cerqueu l'article sobre aquesta espècie vegetal, popularment «kava» en moltes llengües diferents del català, vegeu «Piper methysticum». |

|  | No s'ha de confondre amb la beguda homòfona catalana, el cava. |

El kava (amarg) és una beguda típica de diversos països de les illes del Pacífic, especialment Vanuatu, Fiji, Tonga i Samoa. Es prepara a partir de l'extracció d'arrels (fresques o seques) de l'espècie Piper methysticum. Normalment, l'arrel seca es mol fins a obtenir una pols, que es barrejarà amb aigua freda (o aigua de coco) i, finalment, es filtrarà a través d'un vel per a obtenir-ne una suspensió de la beguda.
Documentada des de fa més o menys 3.000 anys, es tracta d'una beguda amb efectes psicotròpics que aporta una sensació de calma i relaxació. És per aquest motiu que s'ha utilitzat per tractar trastorns d'ansietat i estrès.  Aquestes sensacions són produïdes principalment per les kavalactones o kavapironas, principals components de la planta. A través de diversos assajos toxicològics genètics, s'ha vist que les kavalactones no semblen causar danys directes a l'ADN. Altres estudis realitzats en animals, demostren que el Kava podria induir la carcinogènesi. No obstant això, s'estan avaluant els efectes del kava com a tractament quimioterapèutic o quimiopreventiu contra el càncer. Aquests efectes poden ser beneficiosos o perjudicials segons la quantitat que en sigui consumida. Existeix prou evidència científica que indica que un consum elevat d'aquesta beguda és perjudicial per a la salut, amb un gran ventall de símptomes clínics provocats per malalties als ronyons; per altra banda, prendre'l ocasionalment és acceptable amb riscos baixos. Encara calen diversos estudis mèdics en humans per a avaluar-ne amb certesa la seguretat alimentària.
El kava té un impacte etnològic molt notable i és consumit principalment per homes. De fet, en moltes cultures en què el kava és una beguda recreativa, els patrons socials estableixen que només les dones de rang històric tenen dret a beure'l, com ara les caps dels cacicats a Tonga, Samoa o Tahití .

## Història
La història de l'inici del Kava té un component místic que es remunta a l'illa de 'Eueiki, en el Tonga. Segons la llegenda, la mort accidental d'una dona jove anomenada Kava'onau's va provocar que, miraculosament, nasqués del seu estómac dues plantes: el Kava (Piper methysticum) i tō (Saccharum officinarium). El germà de la dona, va descobrir que una rata, en consumir les arrels de Piper methysticum, va morir. Mogut per la tristesa que havia produït la mort de la seva germana va decidir consumir-la, però, en comptes de donar-li el destí final que ell volia, va experimentar un estat de calma. És quan va decidir ensenyar el descobriment del seu ús als altres membres de la seva comunitat. Es pot veure doncs com la principal utilització del Kava com a relaxant per a trastorns ansiolítics, com per exemple l'ansietat, ja es reflectia en la llegenda urbana.
Encara que es tingui present aquesta creença infundada s'argumenta, segons la cultura de Tonga, que va ser Lo'au, reconegut com a tofunga fonua (savi de la terra), qui va donar la invenció cerimonial del Kava tornant-se doncs en una part fonamental de la vida política, social i religiosa de moltes cultures de les Illes del Sud del Pacífic.

### Ús i expansió cultural
Generalment, té un ús polític, social i religiós diferent segons la regió de l'Oceà Pacífic (també utilitzat el terme Moana per referir-se a ell) en la que es tingui present. Un dels esdeveniments més destacables d'aquesta tradició en el Tonga és el faikava, una reunió comunitària on es consumeix Kava amb l'objectiu d'assolir arribar a l'equilibri, conegut com a Noa, entre el passat, present i futur.
A causa del fet que diferents cultures del Pacífic han emigrat, l'ús del Kava, les tradicions i les preparacions, s'han estès més enllà del seu lloc d'origen, arribant a persones que no formen part d'aquesta cultura i tradició. Pel que s'ha observat, la seva expansió es va iniciar des de PohnPei a Hawai'i i des de Fiji a les illes Australs.

## Distribució

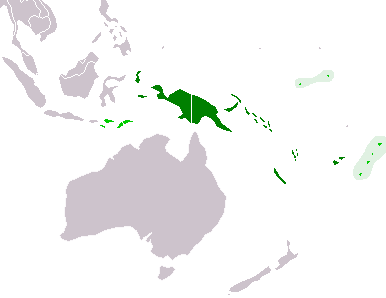
Mapa de melanèsia (en verd)Inclou les illes de: Fiji, Nova Caledònia, Nova Guinea, Salomó, l'arxipèlag de Bismarck, Vanuatu, les Moluques, les illes de l'estret de Torres, Sakinó

L'origen es descriu a diversos punts de la regió d'oceania anomenada Melanèsia. La planta creix en regions amb sòls amb un bon drenatge i un pH lleugerament àcid (5,5-6,5), i se sol trobar a una altitud d'entre 150 i 300 metres sobre el nivell del mar. Es cultiva sobretot als estats insulars de Vanuatu, Fiji, Tonga i  Samoa (ordenats de major a menor impacte). Així doncs, es cultiva en climes tropicals amb temperatures de 25-30 °C, amb precipitacions recurrents (>2000 mm/any) i una humitat relativa elevada (70-100%). Es tracta d'un cultiu de sotabosc, ja que massa llum de forma directa, és perjudicial per a la planta. Les condicions de vent fort l'afecten menys.

## Varietats
Hi ha més de 200 varietats de Piper methysticum. De les quals, 82, gairebé la meitat, són cultivades a Vanuatu. Cada una, amb una composició química determinada. Tot i això, no totes són aptes per la producció de Kava com a beguda recreativa. A més a més, cada regió té les seves varietats de preferència per fabricar-la. Tot i això, sempre dividirem les varietats en quatre categories:
1. Kava Noble: comprèn les varietats que han estat usades per la producció de la beguda amb la composició òptima (relacionada amb les kavalactones). Dins d'aquesta categoria es classifiquen per a la seva distribució, característiques de la planta i qualitat del producte final.[11] Tanmateix, totes tenen en comú que no tenen un efecte en les capacitats cognitives dels qui la consumeixen.[15] A causa del seu ús, aquestes varietats estan acceptades en el Codex Alimentarius.[16]
2. Kava Tu-dei (two-day): produeixen efectes més forts que poden anar des del mal de cap o marejos, fins a un estat psicotròpic de letargia. Com esmenta el nom, aquests poden durar múltiples dies.[11]
3. Kava medicinal: varietats específicament utilitzades per les seves propietats medicinals. Aquests extractes són generalment utilitzats per tractar l'ansietat, l'insomni, la síndrome premenstrual o l'estrès. Està completament vanejada la seva exportació.[17]
4. Kava silvestre: segons estudis es tracta de Piper methsycum var. wichmanní, una varietat molt relacionada, però que no té cap ús ni de tipus medicinal ni com a beguda.[11] Estudis demostren que P. methsycum (descoberta abans) no són res més que un grup de varietats mutades derivades de P. wichmanní.[18]

## Exportacions

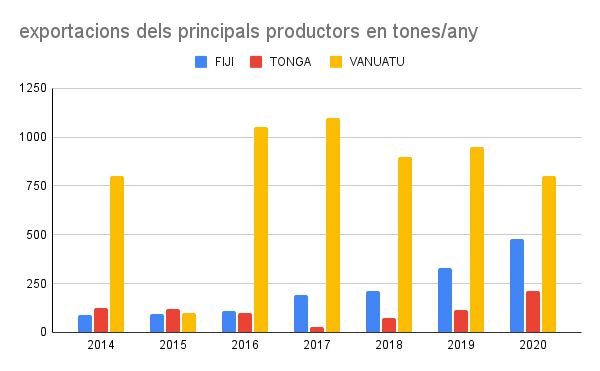
Exportacions dels productors principals de kava en tones/any

En els últims 12 anys les exportacions han experimentat un augment de forma global, però el que ha incrementat més és el seu preu. Tanmateix, la pandèmia de la COVID-19 va provocar una davallada en les exportacions. Les últimes registrades (sense contar exportacions  en pandèmia o postpandèmia) estan exposades en forma de gràfic.
Els principals destins del producte són Austràlia i els Estats Units.

### Economia
El cultiu de kava és una font d'ingressos important en aquestes regions. Tot i això, les dades de l'impacte (reflectint producció i exportació local i global) no són gaire acurades en la majoria de casos perquè la majoria de cultius es duen a terme per petits productors. Tanmateix, això fa que la taxa de retorn en diners dels petits productors sigui elevada, tenint un impacte positiu.

### Amenaces
Entre certs anys hi ha hagut davallades en localitzacions concretes degut a diferents desafiaments als que ha hagut de fer front el cultiu, tant pels efectes meteorològics (com ciclons) com pels biològics (plagues com les del virus del mosaic del cogombre, CMV). A més a més, a causa de l'hàbitat idoni de la planta, la desforestació també pot resultar un problema, augmentant la vulnerabilitat de la planta, i, alhora, provocant l'encariment del producte.

## Morfologia vegetal i cultiu
Piper methysticum és un arbust perenne, normalment dioic, de la família de les Pipperaceae. Sol mesurar de 2 a 3 metres quan és collida. Tot i això, pot arribar a fer 7 metres. Les seves característiques principals són:  

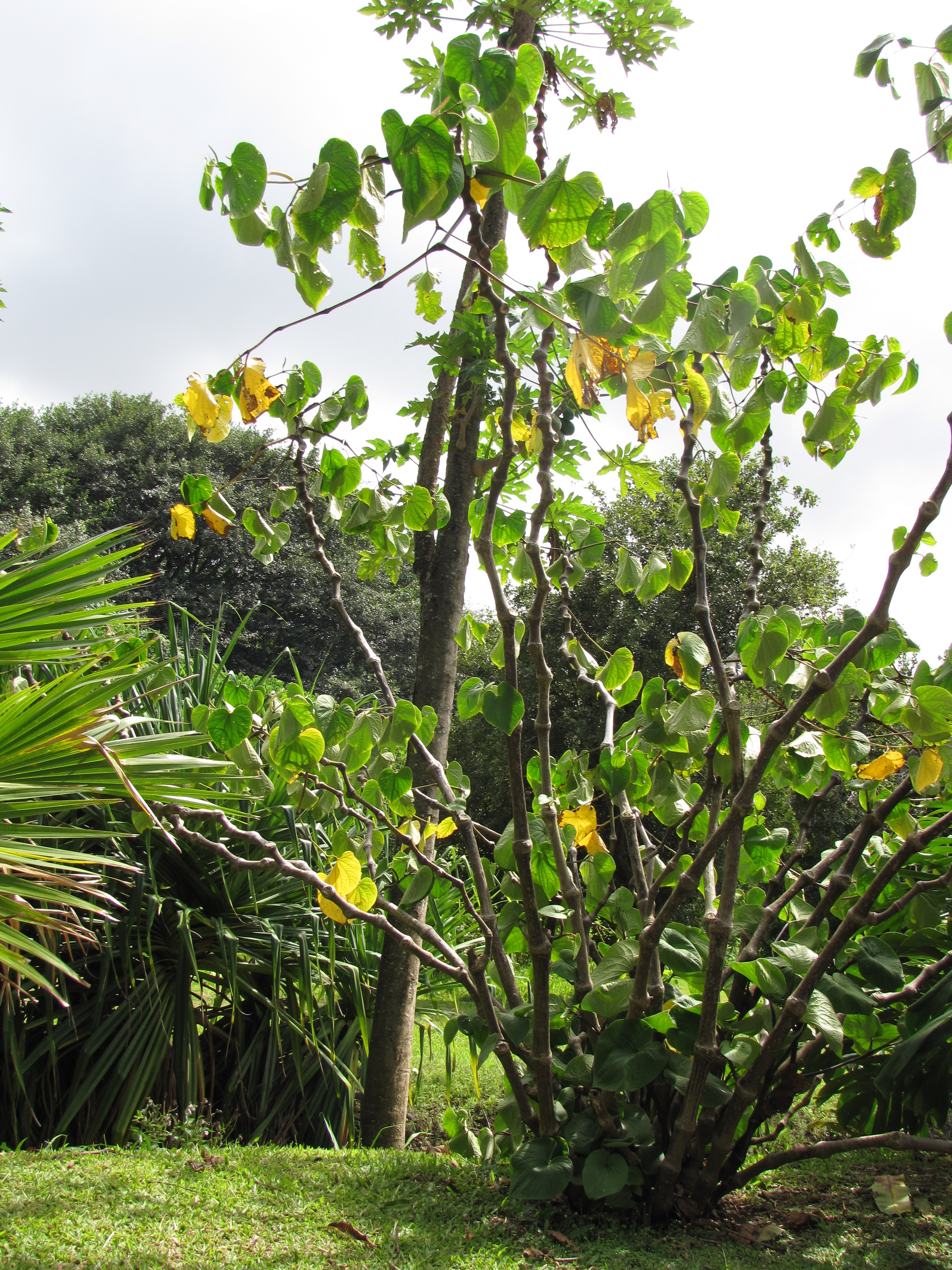
Piper methysticum

- Fulla: la morfologia de la fulla és de tipus cordada, d'un color verd fosc, gran i amb un marge llis; mesura fins a 15-20 cm. La venació és alterna.[24][25]

- Arrel: sol estar ben desenvolupada i ramificada (pesant de 2 a 10 kg), pot arribar fins als 60 metres de fondària. El color dels rizomes és fosc (negre-grisós) per fora i blanquinós per dins.[25]
- Tija: la principal és de tipus erecte, amb nòduls inflats. Sol ser verda amb tonalitats marronoses, rogenques o, fins i tot, liloses.[25]
- Flors: no tenen pètals ni sèpals (aclamídies). Les masculines estan formades per dos estams curts i les femenines per un estigma (3-9 cm).[25]
- Fruit: petit, carnós, en forma de baia i amb una llavor que no té la capacitat de germinar.

El fet que les flors femenines siguin molt escasses i els fruits tinguin una sola llavor, fan que l'arbust sigui incapaç de reproduir-se sexualment. Llavors, són els humans els que s'han d'encarregar de la propagació de la planta per mitjà d'esqueixos mitjançant talls de tiges o trossos d'arrels.

## Procés d'obtenció de la beguda
Encara que hi ha una gran variabilitat de rituals per les diferents comunitats de les illes del Pacífic, tradicionalment es prepara a partir de la trituració de les arrels de Piper methysticum. Es podien triturar mitjançant materials accessibles i de fàcil ús com una pedra i un tronc petit. A partir d'aquí, s'obtenia un triturat que es mesclava amb aigua, es filtrava i se servia.
Tanmateix, ancestralment eren els mateixos humans (que havien de ser nois o noies, no casats) els encarregats de triturar els trossos de l'arrel de Piper methysticum a través de la masticació, fet que potenciava les característiques de la beguda. Posteriorment, aquests serien escopits en un receptacle comú, on serien diluïts amb aigua.
Avui en dia, la trituració de les arrels es duu a terme a través de màquines com les trituradores elèctriques o molins de martell, enfocades a la comercialització, ja que al final del procés de trituració, s'obté una pols fina que podrà ser exportada. Malgrat això, alguns països, com Vanuatu i Fiji, no tenen accés a l'electricitat, així doncs, utilitzen mètodes més manuals com la trituració amb un morter.

### Risc de contaminació en la producció
El procés tradicional, evidentment, no està exempt de contaminació per microorganismes. Els principals agents estan recollits en la següent taula:
| Etapa                | Microorganismes més recurrents         | Motiu |
| -------------------- | -------------------------------------- | --- |
| Cultiu               | Salmonel·la i Escherichia coli O157:H7 | Ús d'adobs i fertilitzants derivats de purins dels animals o contaminació per aigües de rec.                                                                  |
| Processament primari | Salmonel·la i Escherichia coli O157:H7 | Mala qualitat de l'aigua per rentar les arrels i emmagatzemament inadequat durant l'assecament que propicia la contaminació per animals (insectes, ocells...) |
| Processament primari | Norovirus i virus de l'hepatitis A     | Mala higiene dels manipuladors a l'hora de pelar, tallar, assecar i triturar.                                                                                 |
| Emmagatzemat         | Aspergillus                            | Mal envasat quan les arrels ja estan en format de pols i, per tant, s'ha disminuït dràsticament la humitat relativa                                           |

### Consum
El kava té dos mètodes diferents de consum oral: el mètode semitradicional i el mètode terapèutic o medicinal.
Pel que fa al mètode semitradicional, seria el consum de kava com a beguda; el kava s'extreu principalment amb aigua i se serveix en una closca de coco, com es feia tradicionalment. Aquest mètode pot causar efectes secundaris, ja que no hi ha control de les dosis ingerides. Per contra, el consum medicinal, s'utilitza per tractar una malaltia determinada, sobretot relacionada amb trastorns d'ansietat; en aquest darrer cas, les dosis estan regulades.

## Composició i constituents químics
Fins al dia d'avui, s'han aïllat i identificat més de 56 constituents de P. methysticum els quals es poden classificar en dos grups: kavalactones i flavokavines.
Les kavalactones són substàncies greixoses amb una estructura química en forma d'anell. S'han identificat un total de 29, i aquestes han pogut ser extretes a partir de les arrels, rizomes i tiges de P. methysticum. Per poder aïllar-les, s'han utilitzat diferents solvents com aigua, acetona, cloroform, metanol, etanol i hexà, obtenint-ne en més quantitat amb cloroform i acetona com a solvent. D'aquestes 29 aïllades i identificades, kavaina i metisticina es troben en grans quantitats. La kavaina té efectes importants en el sistema nerviós central, ja que actua com a ansiolític, i la metisticina ajuda en la neuroprotecció contra la isquèmia en ratolins.

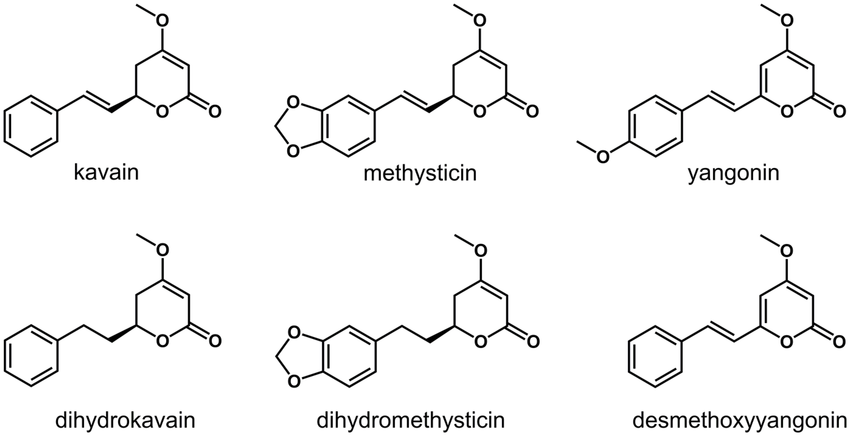
Estructura química de sis Kavalactones que es troben majoritàriament en el Kava.

Per altra banda, les flavokavines són una altra família de compostos que també es poden aïllar a partir de les arrels i rizomes de la planta. Les primeres que van ser descobertes van ser les Flavokavines A, B i C. La flavokavina A podria tenir efectes anticancerosos pel seu efecte inhibidor del creixement en cèl·lules tumorals. La flavokavina B és considerada un causant d'hepatotoxicitat, el qual, a dosis elevades, pot afectar negativament a les cèl·lules del fetge i pot conduir a un carcinoma hepatocel·lular (CHC); no obstant això, també pot ajudar a combatre les cèl·lules canceroses mitjançant la generació d'espècies reactives d'oxigen.
Altres components que trobem en grans quantitats, a part dels dos mencionats, són la dihidrokavaina, desmetoxiyangonina, dihidrometisticina, metisticina i yangonina, tots ells amb propietats farmacològiques.

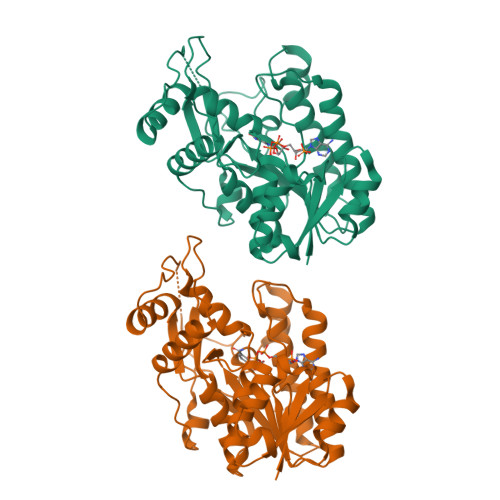
Estructura de la Kavalactona reductasa 1

| Components         | Efectes                                                                   |
| ------------------ | ------------------------------------------------------------------------- |
| Kavaina            | Efecte ansiolític (reducció de l'ansietat)                                |
| Metisticina        | Efecte neuroprotector                                                     |
| Dihidrokavaina     | Efectes en el sistema nerviós central                                     |
| Dihidrometisticina | Efectes en el sistema nerviós central en combinació amb la dihidrokavaina |
| Yangonina          | Efecte hepatoprotector                                                    |
| Flavokavina A      | Efectes anticancerosos                                                    |
| Flavokavina B      | Efectes hepatotòxics (a dosis elevades) o anticancerosos                  |

## Efectes i beneficis
El Kava s'utilitza principalment per tractar l'ansietat i símptomes relacionats amb aquesta com pot ser l'insomni. A més, s'han investigat altres aplicacions medicinals incloent-ne l'ús en tractaments antitumorals. No obstant això, es recomana que la dosi del Kava sigui supervisada per un professional, ja que pot provocar diversos efectes adversos, i és imprudent la seva barreja amb altres tractaments.
Molts estudis han demostrat l'eficàcia del Kava com a tractament per a l'ansietat. Un del estudis més destacables, es va realitzar a 75 participants durant 6 setmanes comparant els efectes d'una dosi diària controlada de Kava amb una de placebo. Els resultats, mesurats amb l'Escala de Hamilton per determinar l'ansietat (HAM-A per les seves sigles en anglès: Hamilton Anxiety Rating Scale), van demostrar que el grup que va rebre el tractament amb Kava havia reduït significativament els nivells d'ansietat.
Tot i que el Kava es considera un bon tractament a curta durada gràcies als seus efectes ansiolítics, persisteixen preocupacions pels seus efectes secundaris, especialment el risc potencial dels danys hepàtics.

### Aplicacions medicinals i terapèutiques del kava
El kava i els seus components han demostrat tenir efectes quimiopreventius i quimioteràpics gràcies als seus mecanismes antiproliferatius, antimetastàsics i inductors d'apoptosi. Un dels constituents anticancerosos més estudiat és la flavokavina A, la qual és capaç d'induir apoptosi i efectes antiproliferatius mitjançant l'aturada del cicle cel·lular.
Estudis recents sobre la prevenció de càncer de pulmons, en models animals, mostren amb prou evidència la possible reducció del risc de patir càncer pulmonar en humans gràcies als components principals del Kava. Estudis en ratolins, demostren que la dihidrometisticina pot suprimir eficaçment la carcinogènesi pulmonar, mentre que la kavaina ha mostrat la capacitat de prevenir la carcinogènesi en la bufeta.

## Riscs i efectes secundaris
El consum freqüent de Kava pot produir diversos efectes adversos com la pèrdua de pes i cabells, trastorns gastrointestinals, fotosensibilitat, somnolència o problemes de visió. L'any 2023, es van donar casos de persones amb insuficiència hepàtica a causa del seu consum, ja que en la seva composició hi destaca les Kavalactones i Flavokavines que es consideren els principals precursors. Aquests efectes poden empitjorar si es consumeix amb altres substàncies que actuïn sobre el sistema nerviós central (SNC), sota certs tractaments o amb components amb potencial hepatotòxic.

### Efectes hepatotòxics
Les investigacions realitzades respecte als efectes hepatotòxics encara no estan clares. Actualment, es troben molts casos de lesions hepàtiques associades al consum d'herbes medicinals (HILI per les seves sigles en anglès: herb induced injury liver) als Estats Units d'Amèrica i a Europa. Tot i que hi ha consciència sobre la toxicitat de les Kavalectones i Flavokavines, la confusió sobre els seus efectes prové de no saber exactament quin és l'origen d'aquests. Es creu que, a més a més d'aquests compostos químics, el procés de preparació (com per exemple el dissolvent utilitzat per l'extracció) o la qualitat del producte, són factors que podrien contribuir-hi.
Per poder determinar quin és el causant, es poden utilitzar diverses escales les quals són molt diferents entre elles:
- L'escala de causalitat del Consell d'Organitzacions Internacionals de Ciències Mèdiques (CIOMS) també coneguda com a RUCAM, és l'escala per excel·lència per a efectes hepatotòxics.
- Una altra escala utilitzada és l'Escala de Naranjo, encara que aquesta no és tan específica com l'anterior.

Tot i això, el seu diagnòstic és molt complicat i sempre s'han de descartar altres possibles causants abans de donar la hipòtesi definitiva.

### Trastorn cutani
El trastorn cutani provocat pel Kava és una alteració cutània que provoca sequedat en les extremitats i en la part superior de l'esquena, però, de vegades, pot arribar a provocar descamació i aparició de calls. Aquestes alteracions estan relacionades amb el consum excessiu, o de forma continuada, de Kava. Malgrat els seus efectes, aquest trastorn és reversible; únicament reduint el seu consum o deixant-lo de consumir, a més a més de l'ús de cremes hidratants i exfoliants, permetrà una recuperació total de l'epiteli.

## Legislació
A Europa, el consum del Kava es va popularitzar l'any 1990, no obstant això, en els anys 2000, es van començar a registrar molts casos sobre els efectes secundaris, sent el més alarmant aquells que es trobaven relacionats amb el fetge. Arran d'aquests fets, l'any 2002 a Alemanya es va aplicar la primera prohibició d'aquesta beguda, i just el mateix any, el Comitè de la Unió Europea (EU), va estendre la prohibició del seu consum i comercialització o els derivats d'aquest. En canvi, s'observa com als Estats Units d'Amèrica (USA), a Austràlia i a les Illes del sud del pacífic, el seu consum i venda seguien estant permesos.

### Europa
Alemanya ha revisat aquesta legislació diverses vegades i, actualment, s'està replantejant si tornar a comercialitzar el Kava. Per a aquest país, trobem tres dates molt importants que marquen la prohibició del Kava:
- En el 2002 es produeix la primera prohibició inicial del Kava a causa dels seus elevats efectes secundaris, tot i que en les Illes del Sud del Pacífic no hi havia consciència d'aquests inconvenients.
- En el 2014 - 2015 es va reintroduir la comercialització del Kava amb el pretext de què no hi havia prou proves per demostrar que aquells casos havien sigut a causa de la consumició d'aquesta beguda.[43]
- En el 2019, el Comitè de Medicaments a base de Plantes (HMPC) de l'Agència Europea de Medicaments (EMA), va concloure amb un informe que no s'havia demostrat que les extraccions del Kava realitzades amb etanol mostressin un efecte beneficiós, més bé, eren aquelles que havien sigut preparades amb acetona. Com que hi havia molta confusió i no es tenia molt clar aquest canvi en la matèria primera, es va prohibir un altre cop la seva distribució.[46]

En qualsevol cas, si es torna a incorporar aquesta beguda a Europa s'han de realitzar investigacions sobre els seus efectes secundaris i com hauria de ser consumit per garantir la seva seguretat i eficàcia, encara que s'ha trobat que si es barreja la beguda amb aigua, la seva concentració és menor i, per tant, el seu consum és més segur. El comitè EU ha plantejat una sèrie de preguntes per a poder resoldre abans de fer ús del seu consum.

### Illes del Sud del Pacífic
La prohibició de la comercialització i el seu ús a Europa va impactar en l'economia de les Illes del Sud del Pacífic. Respecte als països exportadors, l'únic que té una regulació estricta en la qualitat és Vanuatu, on vetllen tant perquè el producte exportat contingui varietats de Kava Noble com perquè aquest no porti parts de la planta que no farien la consumició de la beguda del tot segura (fulles, tija...).